# 북조 (일본)
북조(일본어: 北朝 호쿠초[*])는 1336년에 아시카가 다카우지가 수도였던 헤이안쿄를 점령하여 고다이고 천황을 축출한 후, 지묘인 계통의 고묘 천황을 옹립하면서 수립한 조정이다. 고다이고 천황은 퇴각한 이후 나라현의 요시노에서 남조를 수립하였다. 이로써 황실은 남북으로 분열되었고, 양 조정은 반 세기 이상 치열하게 대립하였다. 삼종신기를 갖지 못했다는 점에서 정통성 측면에서 남조에 밀렸지만, 1392년에 남조의 고카메야마 천황이 상경하여 삼종신기를 건네줌으로써 북조의 주도로 전국을 통일하게 되었다. 메이지 유신 이전까지는 북조를 정통으로 보았으나, 유신 이후 만세일계의 천황을 강조하기 시작하면서부터 남조를 정통으로 보려는 시각이 대두되었다. 하지만 현재의 일본 황실은 북조의 후손이다.

## 성립
1331년에 왕정복고를 꿈꾸던 고다이고 천황이 가마쿠라 막부를 타도할 계획을 세우다가 발각되자, 고다이고 천황은 오키 제도로 유배되었다. 이에 가즈히토 친왕이 즉위하여 고곤 천황이 되었으며, 상황으로 물러나 있던 고후시미 천황이 원정을 실시했다. 하지만 고다이고 천황은 퇴위를 거부하면서 고곤 천황과 대립했기 때문에, 넓은 의미에서는 이를 남북조 시대의 시작으로 본다. 그러나 아시카가 다카우지가 고다이고 천황과 동맹을 맺고 1333년에 가마쿠라 막부를 멸망시키자, 고곤 천황의 북조는 2년만에 몰락하였다.
고다이고 천황은 겐무 신정을 실시하면서 천황의 친정을 실시했지만, 지나치게 전통이나 관습을 무시하고 정치 쇄신을 서두르면서 당시 주요 사회계층으로 부상한 무사를 경시했기 때문에, 수많은 무사들의 불만을 사게 되었다. 결국 아시카가 다카우지는 가마쿠라 막부의 잔재인 호죠씨를 토벌한 뒤 고다이고 천황에 대해 반란을 일으켜 교토로 진군하였다. 1336년, 고다이고 천황의 군대를 격파한 아시카가 다카우지는 곧 황도에 입성해 무로마치 막부를 세우며 숭무억문(崇武抑文)의 무사 정권을 수립하였다. 고다이고 천황이 삼종신기를 가지고 교토를 탈출하자, 아시카가 다카우지는 고후시미 천황의 9남 유타히토 친왕을 천황으로 옹립하니, 이가 바로 고묘 천황이다. 이로써 무로마치 막부가 지지하는 교토의 북조와 고다이고 천황이 이끄는 요시노의 남조가 각각 경쟁하는 남북조 시대가 도래하였다.

## 역사

교토의 북조와 요시노의 남조

### 남북조의 내전
고다이고 천황은 수세에 몰리자 아시카가 다카우지와 화친을 맺은 뒤 삼종신기를 건네주었다. 그러나 요시노로 도착하자 곧 남조 정권을 수립한 뒤, 북조에 건네준 삼종신기는 위조품이라고 선언했다. 한편, 북조를 추대한 무로마치 막부에서는 내부 분열이 심화되었다. 이에 아시카가 다카우지는 남조 공격을 뒤로 미룬 뒤 1351년에 일단 화약을 맺었다. 그러나 남조의 군대가 교토를 공격하면서 화약은 곧 깨지고 말았다. 막부의 군대가 다시 교토를 수복하자, 남조는 1353년에 다시 교토로 진격했다. 그 해 6월 13일에는 고코곤 천황이 소수의 신하와 함께 교토를 탈출하였으며, 9월 21일에 아시카가 다카우지의 호위를 받으며 교토로 귀경할 때까지 망명 생활을 하였다. 그러나 1354년 12월 24일에 남조의 반격으로 고코곤 천황은 다시 교토를 탈출해 각지를 떠돌아다녔다. 1362년에 막부의 군대가 교토를 완전히 수복할 때까지 남조는 총 4회나 교토를 점거하였다. 한편, 북조는 성립 과정에서 막부의 추대를 받았으며, 군사적 경제적으로 막부의 지원 없이는 버티기 힘들다는 것이 명확해졌으므로, 남북조의 통일 이후에도 막부가 실권을 장악하는 계기가 되었다.

### 북조 내부의 갈등

#### 천황가와 조정의 내분
1370년에는 고코곤 천황이 황태자에게 양위하려는 의사를 표시하면서, 황위계승 분쟁이 발생하였다. 우여곡절 끝에 막부의 지지를 얻은 고엔유 천황이 즉위하긴 했지만, 스코 천황 역시 황태자에게 왕위를 물려주지 못하고 대신 후시미궁을 창설하게 하는 등, 천황가 및 조정에서는 내부 분열이 치열하게 전개되기도 했다.

## 남북조의 통일
1392년, 무로마치 막부의 3대 쇼군 아시카가 요시미쓰는 남조에 대해 평화적 통일 방안을 제의했다. 남조의 고카메야마 천황이 교토로 상경해 삼종신기를 양도하고 퇴위하는 대신, 고카메야마 천황의 아들을 황태자로 삼는다는 것이었다. 이는 황통을 북조와 남조가 번갈아가면서 계승하자는 의미였다. 이에 북조와의 대결에서 수세에 몰리면서 쇠퇴하고 있었던 남조에서는 제안을 수락하였다. 고카메야마 천황이 상경해 삼종신기를 건네줌으로써, 60년에 이르는 남북조 내란은 종결되었으며, 북조가 정통성을 확보하게 되었다.
그러나 북조 측에서는 곧 남조와의 약속을 파기하고 고코마쓰 천황의 아들에게 왕위를 물려주었다. 이에 불만을 품은 고카메야마 천황은 요시노에서 다시 남조를 부활하려 하였으나, 실패했다.

## 평가
북조는 무로마치 막부의 추대로 수립된 정권으로 출발하여 정통성이 부족했지만, 남조와의 전쟁에서 승리한 결과 정통성을 확보하게 되었다. 남북조의 통일 이후의 일본 황실은 모두 북조의 후예이다. 무로마치 막부 이래로 북조가 정통성을 가진 정권임이 인식되었으나, 메이지 유신 이후 천황제일주의가 대두되면서 아시카가 다카우지가 천황을 몰아낸 역적이라는 견해가 표출되기 시작했다. 이에 따라 일본제국 시절 동안 공식적으로 남조가 정통성 있는 정권으로 규정되었다. 그러나 제2차 세계대전 이후 일본제국이 몰락하고 천황제일주의도 시들어지자, 일본 역사학계에서는 다시 남북조 정통성 논쟁이 심화되었다. 현재 일본에서는 천황의 대수는 남조를 기준으로 재지만, 정권 자체는 남북조 쌍방을 인정하고 있다. 또한 일본의 황실에서는 남북조의 천황들 모두에 대한 제사를 지내고 있다.

## 역대 천황 목록
| 초상 | 이름                       | 출생   | 재위 시작 | 재위 종료 | 사망   |
| ---- | -------------------------- | ------ | --------- | --------- | ------ |
|      | 고묘 천황 (光明天皇)       | 1322년 | 1336년    | 1348년    | 1380년 |
|      | 스코 천황 (崇光天皇)       | 1334년 | 1348년    | 1351년    | 1398년 |
|      | 고코곤 천황 (後光厳天皇)   | 1338년 | 1352년    | 1371년    | 1374년 |
|      | 고엔유 천황 (後円融天皇)   | 1359년 | 1371년    | 1382년    | 1393년 |
|      | 고코마쓰 천황 (後小松天皇) | 1377년 | 1382년    | 1412년    | 1433년 |